# 三羰基环戊二烯基(五羰基锰基)钼
三羰基环戊二烯基(五羰基锰基)钼是一种金属有机化合物，化学式为C13H5MnMoO8。它可由环戊二烯基三羰基钼二聚体和十羰基二锰在一氧化碳气氛中反应制得。它和硫在氧化三甲胺存在下反应，可以得到二羰基环戊二烯基(μ-二硫)(三羰基锰基)钼；和硒在相似条件下反应可以得到μ-二硒类似物。